# Стинсон, Андреа
Андреа Мария Стинсон (англ. Andrea Maria Stinson; род. 25 ноября 1967 года в Корнелиусе, Северная Каролина) — американская профессиональная баскетболистка, выступавшая в женской национальной баскетбольной ассоциации. За три месяца до основного драфта ВНБА 1997 года была распределена в клуб «Шарлотт Стинг». Играла на позиции атакующего защитника.

## Ранние годы
Андреа Стинсон родилась 25 ноября 1967 года в городе Корнелиус (Северная Каролина), училась она немного южнее, в городе Хантерсвилл, в средней школе Северный Мекленберг, в которой играла за местную баскетбольную команду.